# Parlamentswahl in Åland 1979
- SOC: 3
- C: 14
- LIB: 9
- FS: 4

Die Parlamentswahl 1979 in Åland, einer mit politischer Autonomie ausgestatteten Region Finnlands  fand am 20. Oktober 1979 statt.
Als Sieger aus der Wahl heraus ging das Zentrum. Diese Partei hatte sich aus der Land- und Schärgarten-Wahlvereinigung (LOS) neu gebildet. Im neuen Landtag erhielt das Zentrum 14 der 30 Sitze. Zweitstärkste Kraft wurden die Liberalen. Diese Partei entstand 1978 aus dem Zusammenschluss von LOS-Liberalen und den Liberalen der Mitte.
Unter den 30 Abgeordneten befanden sich lediglich zwei Frauen, damit genauso viele wie in der vorherigen Amtsperiode.

## Wahlsystem
Die Wahl der 30 Mitglieder des Lagting erfolgte durch Verhältniswahlrecht, wobei die Sitze nach den D’Hondt-Verfahren ermittelt wurden.

## Parteien
Folgende fünf Parteien traten zur Wahl an:
| Partei | Partei                                                | Ausrichtung          |
| ------ | ----------------------------------------------------- | -------------------- |
|        | Åländisches Zentrum Åländsk Center (C)                | sozialliberal        |
|        | Liberale auf Åland Liberalerna på Åland (LIB)         | liberal              |
|        | Freisinnige Zusammenarbeit Frisinnad Samverkan (FS)   | liberal, konservativ |
|        | Ålands Sozialdemokraten Ålands Socialdemokrater (SOC) | sozialdemokratisch   |
|        | Åländische Linke Ålandsk Venster (ÅV)                 | sozialistisch        |

## Wahlergebnis
|                                         | Åländisches Zentrum (C)         | 3.954 | 42,3  | 14 |
|                                         | Liberale auf Åland (LIB)        | 2.764 | 29,6  | 9  |
|                                         | Freisinnige Zusammenarbeit (FS) | 1.295 | 13,9  | 4  |
|                                         | Ålands Sozialdemokraten (SOC)   | 1.125 | 12,0  | 3  |
|                                         | Åländische Linke (ÅV)           | 195   | 2,1   | —  |
|                                         | Sonstige                        |       | 0,1   | —  |
|                                         | Gesamt                          |       | 100,0 | 30 |
| Quelle: Parties and Elections in Europe |                                 |       |       |    |